# Forme (géométrie)
Pour les articles homonymes, voir Forme.
En géométrie classique, la forme permet d'identifier ou de distinguer des figures selon qu'elles peuvent ou non être obtenues les unes à partir des autres par des transformations géométriques qui préservent les angles en multipliant toutes les longueurs par un même coefficient d'agrandissement.
Au sens commun, la forme d'une figure est en général décrite par la donnée combinatoire d'un nombre fini de points et de segments ou d'autres courbes délimitant des surfaces, des comparaisons de longueurs ou d’angles, d’éventuels angles droits et éventuellement du sens de courbure. Ceci permet notamment de distinguer parmi les triangles ceux de forme équilatérale, isocèle et/ou rectangle, et de caractériser la présence d’un angle obtus. Cette acception permet aussi d’écrire « deux rectangles ont tous deux la forme d’un... rectangle [mais] peuvent être ou ne pas être semblables ».
Pour un objet dans l’espace, la forme décrit la frontière externe de l’objet — abstraction faite de son emplacement, son orientation dans l'espace, sa taille ou d'autres propriétés comme la couleur, le contenu et les matériaux constitutifs.
Le mathématicien et statisticien David George Kendall écrit :
« forme est souvent utilisé dans le sens vulgaire et signifie ce que l'on s'attendrait normalement à ce qu'il signifie. […] forme peut être défini comme toute l'information géométrique qui reste d'un objet lorsque l'emplacement, l'échelle et les effets de rotation sont filtrés. »

## Forme géométrique simple

Formes géométriques planes.

Formes géométriques tridimensionnelles.

Une forme géométrique simple peut être décrite par un objet géométrique de base tel qu'un ensemble de deux ou plusieurs points, une ligne, une courbe, un plan, une figure plane (par exemple carré ou cercle), ou une figure solide (cube, sphère ou cône par exemple). 
La plupart des figures géométriques qui se produisent dans le monde physique sont complexes. Certaines, comme les structures végétales et les côtes, peuvent être tellement arbitraires qu'elles défient la description mathématique traditionnelle — auxquels cas elles peuvent être analysées par la géométrie différentielle, ou comme fractales.
La forme géométrique ou la figure géométrique est l'entité abstraite primitive autour de laquelle s'articule la géométrie et d'autres branches similaires des mathématiques, comme la trigonométrie.
Une forme géométrique élémentaire peut être définie comme un ensemble continu de points et des relations entre les mêmes points, caractérisé par la pertinence quantitative et par la  pertinence dimensionnelle.